# Sermersooq
Sermersooq (gronelandês Sermersooq Kommunia) é um município da Gronelândia, operacional desde 1 de janeiro de 2009. Consta dos antigos municípios de Nuuk (capital da ilha), Ammassalik, Ittoqqortoormiit, Ivittuut e Paamiut. A população total é de 23 994 habitantes (2022), sendo o município mais habitado da ilha. O centro administrativo do município está em Nuuk.

## Geografia
O município está situado no sul de Gronelândia, e tem uma área de 635 600 km², o que faz dele o maior município da ilha e do mundo em área, chegando a ser maior que a Espanha ou a França. Anteriormente à criação do mesmo, o maior município do mundo era Altamira, no Brasil. É banhado pelo Mar do Labrador e pelo Oceano Atlântico.

## Cidades e localidades
As principais cidades (byer) e localidades (bygder) da comuna são:

#### Cidades (byer)
- Nuuk (Godthåb)
- Tasiilaq (Ammassalik)
- Paamiut (Frederikshåb)
- Ittoqqortoormiit (Scoresbysund)

#### Localidades (bygder)
- Tiilerilaaq
- Sermiligaaq
- Qeqertarsuatsiaat
- Kuummiut
- Kulusuk (Kap Dan)
- Kapisillit
- Isortoq
- Arsuk

## Transportes
Sermersooq é servida por transporte marítimo, fornecido pela companhia de navegação Arctic Umiaq Line, com escala em Nuuk-Qeqertarsuatsiaat-Paamiut-Arsuk.
Dispõe de transporte aéreo através dos aeroportos de Nuuk (a 4 km da cidade), Paamiut e Tasiilaq.

Em termos de navegação marítima, a costa leste é afetada por tempestades de gelo. Tasiilaq e as suas cinco povoações dispõem de navios de abastecimento cinco meses por ano e Ittoqqortoormiit apenas dois navios por ano, o que naturalmente dificulta o abastecimento de alimentos e mercadorias. 

## Galeria

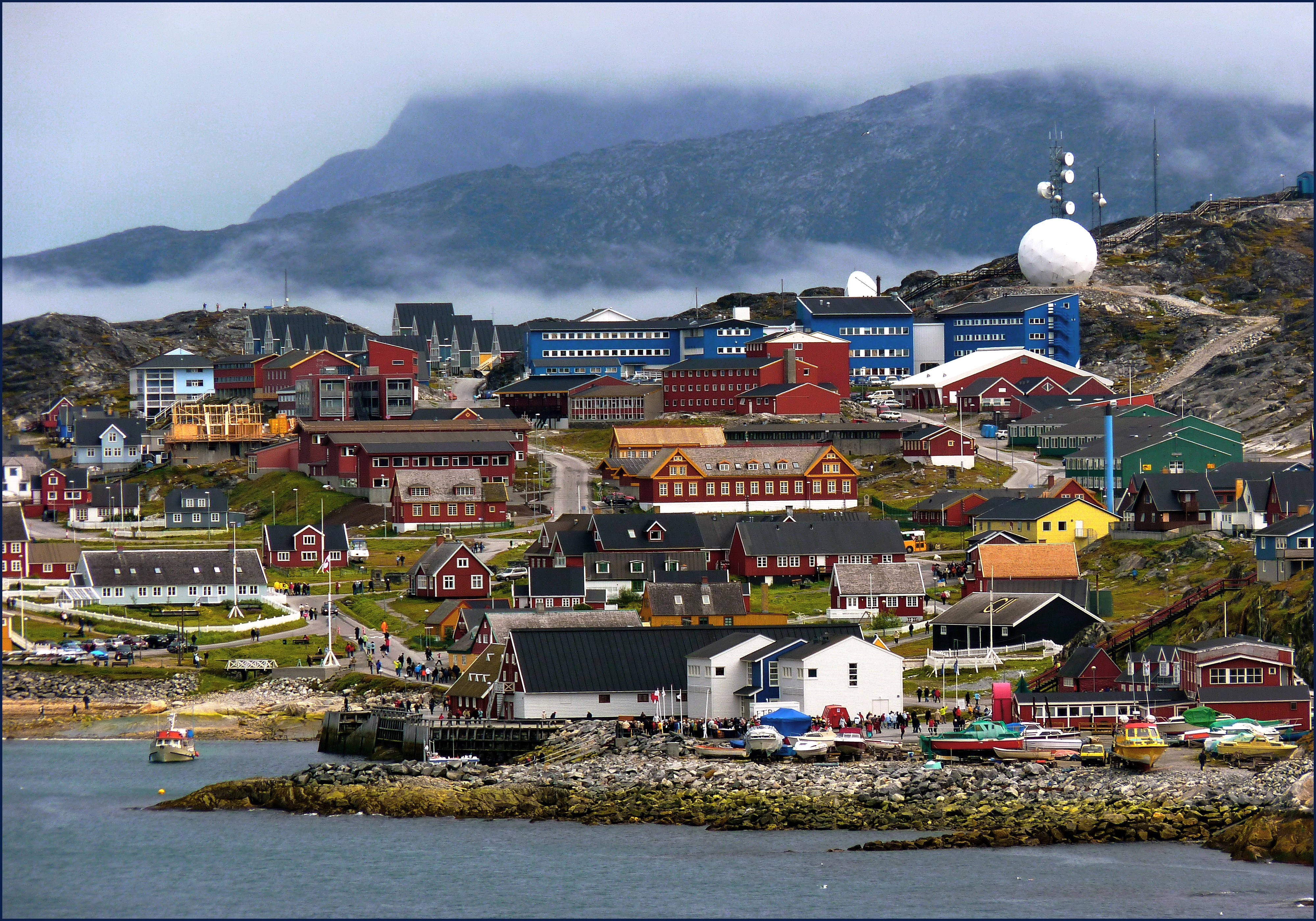
A cidade de Nuuk
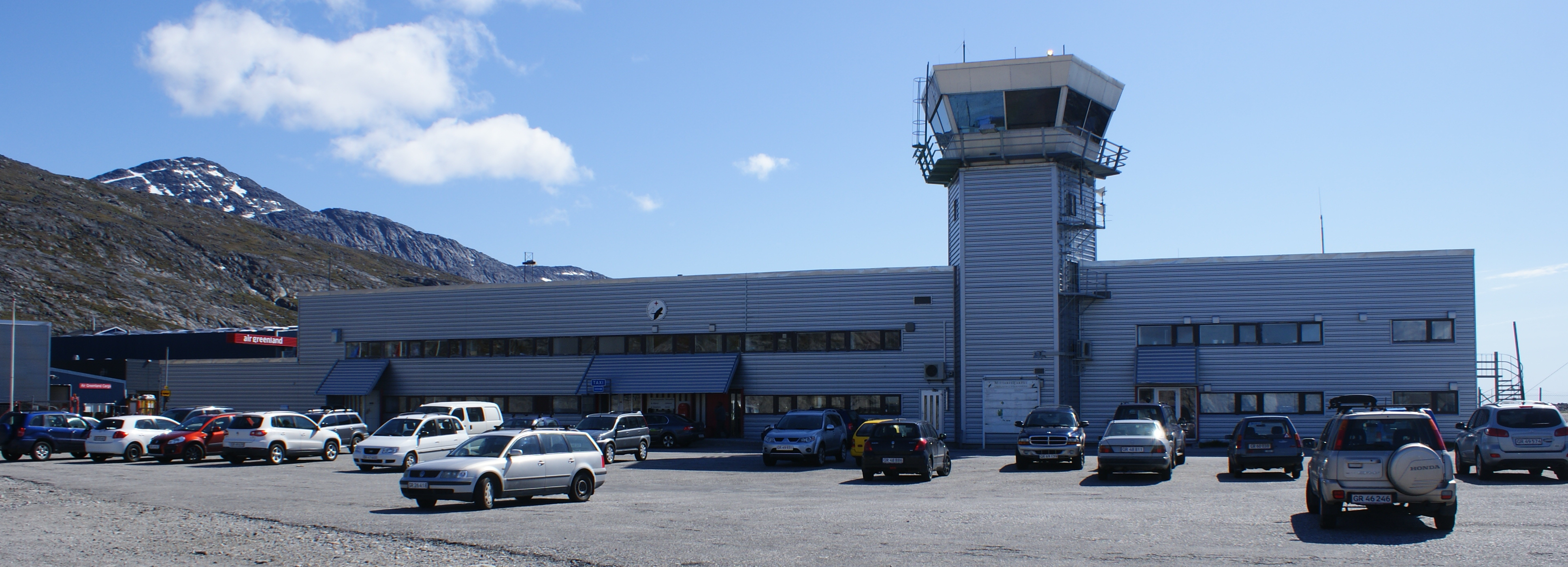
O aeroporto de Nuuk
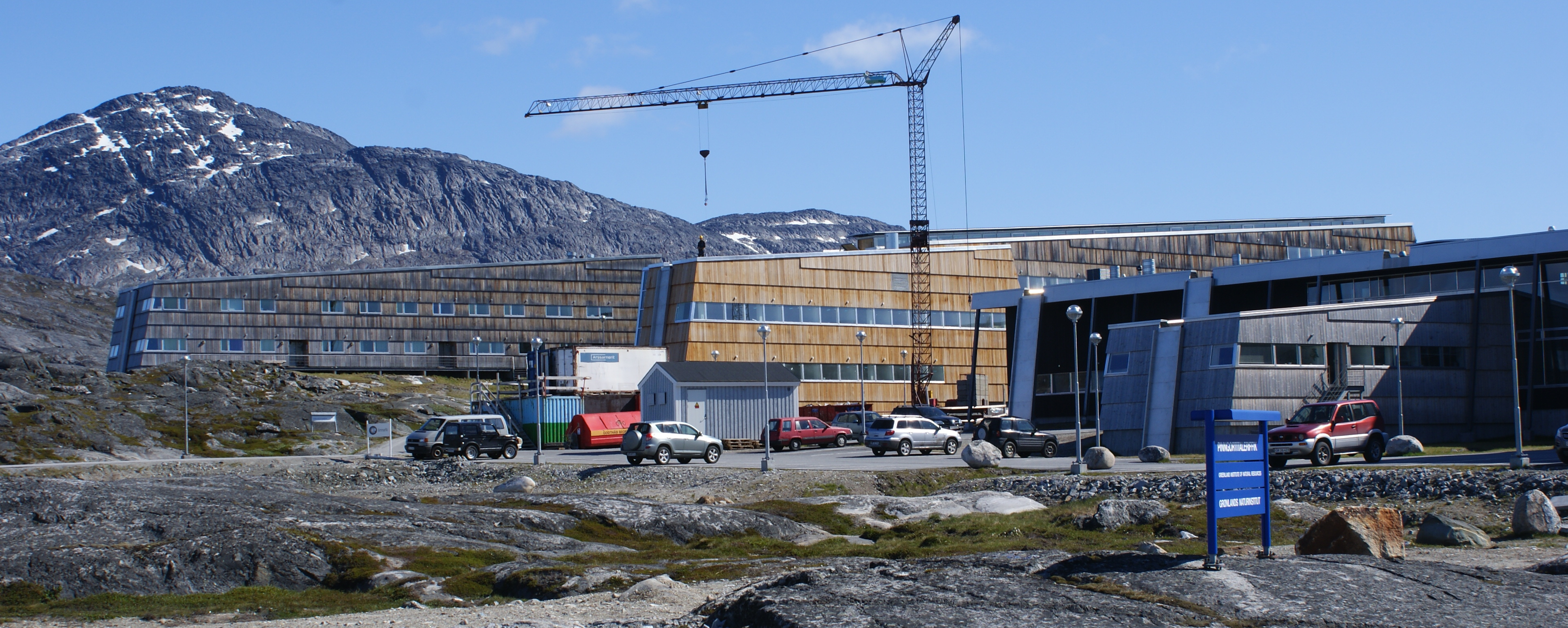
A universidade da Gronelândia em Nuuk
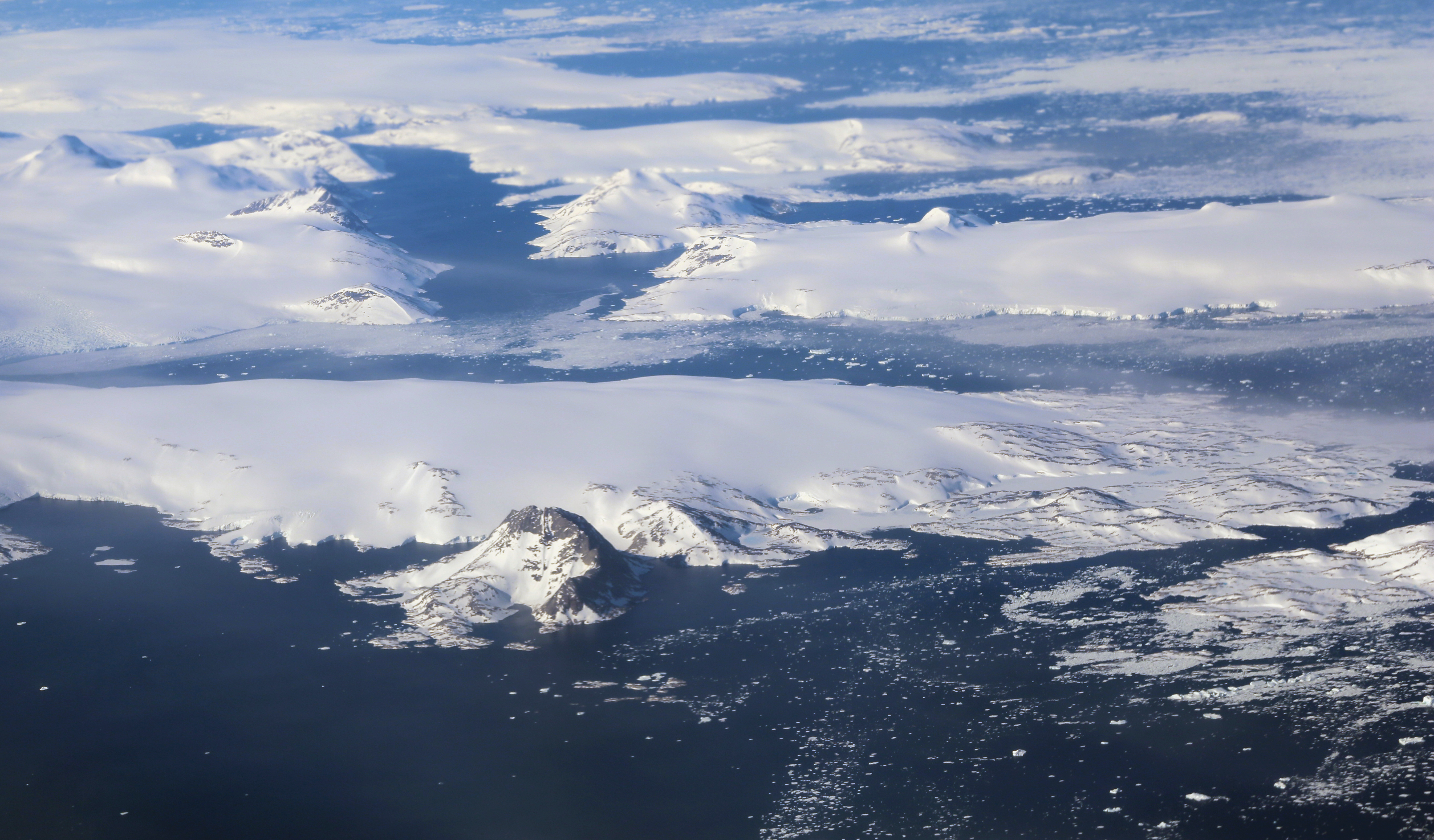
A costa leste